# Lonchaea contraria
Lonchaea contraria är en tvåvingeart som beskrevs av Leander Czerny 1934. Lonchaea contraria ingår i släktet Lonchaea och familjen stjärtflugor. Arten har ej påträffats i Sverige. Inga underarter finns listade i Catalogue of Life.